# واله‌غومه سیوق سیغان
واله‌غومه سیوق سیغان (به فرانسوی: Valromey-sur-Séran) یک کمون در فرانسه است که در ان (اوورنی-رون-آلپ) واقع شده‌است. واله‌غومه سیوق سیغان ۵۶٫۷۱ کیلومتر مربع مساحت دارد.